# Сєверний (Омутнінський район)
Сє́верний (рос. Северный) — селище у складі Омутнінського району Кіровської області, Росія. Входить до складу Залазнинського сільського поселення.
Населення становить 2 особи (2010, 91 у 2002).
Національний склад станом на 2002 рік — росіяни 98 %.